# 方国瑜
方国瑜（1903年2月15日—1983年12月24日），字瑞丞，男，纳西族，云南丽江府丽江县人，中国历史学家、民族学家、文献学家、语言学家、方志学家和教育家。

## 生平
方国瑜1903年出生于云南丽江府丽江县一个农商之家。中学毕业后即远赴北京求学。1924年秋考入北京师范大学预科，1926年秋升入国文系本科，后因患重病休学，1929年秋复学。1930年春又考入北京大学研究所国学门，同时在两个学校研读。先后师从钱玄同、余嘉锡、马衡、刘半农、高步瀛、吴承仕、黎锦熙、陈垣、梁启超、杨树达诸先生攻读音韵、训诂、目录、校勘、金石、名物、史地之学。1932年、1933年秋相继从北京师范大学和北京大学研究所国学门毕业。1934年又从南京中央研究院历史语言研究所赵元任、李方桂先生治语言学。1935年作为「中英会勘滇缅南段未定界委员会」中国委员随员，赴滇西边区考察。
1932年任北京师范大学研究所编辑员。1934年任北平民国大学教授。1936年到云南大学任教，直至1983年去世。历任教授、系主任、文法学院院长、西南文化研究室主任并兼任云南通志馆编审、审定、续修委员等职。

## 社会兼职
曾任云南省历史学会会长、中国历史学会理事、中国民族研究学会副理事长、国务院古籍整理出版规划领导小组顾问、云南省教育学会副理事长、中国教育学会理事；中央人民政府民族事务委员会委员、全国人大民族委员会委员、云南省民族委员会委员，云南省少数民族社会历史调查组副组长、云南省民族研究所副所长、云南省博物馆筹委会副主任；昆明市各界各族人民代表、云南省人大代表、云南省人大常委、第三至第五届全国人大代表；九三学社云南省委副主委、九三学社中央委员等学术和社会职务。

## 主要论著
- 著作
  - 《广韵声汇》
  - 《广韵声读表》
  - 《隋唐声韵考》
  - 《慎子考》
  - 《慎子疏政》
  - 《论学存稿》
  - 《滇西边区考察记》
  - 《新纂云南通志》中之《疆域志》、《疆域考》、《疆域沿革考》、《疆域沿革图》、《宗教考》、《金石考》、《族姓考》
  - 《云南民族史讲义》（共四编）
  - 《元代云南行省傣族史料编年》
  - 《云南史料目录概说》（一、二、三册）
  - 《中国西南历史地理考释》（上、下册）
  - 《彝族史稿》
  - 《汉晋民族史》
  - 《滇史论丛》
  - 《抗日战争滇西战事篇》
  - 《云南金石文物题跋》
  - 《纳西象形文字谱》
  - 《中国历史地图集·西南部分》（与尤中等合作）
  - 《云南民族史讲义》
  - 《中国少数民族史讲义》（汉晋部分）
  - 《云南史料丛刊》（主编。共十三卷）
  - 《方国瑜文集》（共五卷）
- 论文
  - 方国瑜从1929年开始在各种学术刊物上发表论文，至1984年止共发表《兰廷秀〈韵略易通〉跋》、《么些民族考》、《马可波罗云南行纪笺记》、《僰人与白子》、《论中国历史发展的整体性》、《试论"大理图志"诸问题》、《唐代后期云南安抚司（南诏）地理考说》、《纳西族古文字的创始和构造》、《南北朝时期内地与边境各族的大迁移及融合》等一百二十余篇

## 评价
方国瑜毕生致力于云南地方史料的发掘、搜集、整理、校录、辨析和评说；开创了云南少数民族历史的研究和教学；开拓了中国西南历史地理的研究。人才培养和著述成果丰硕，被史学界誉为「云南地方史和西南民族史研究的拓荒者和奠基人」。史学家徐中舒称之为「南中泰斗，滇史巨擎」。